# Rockwell International
La Rockwell International fu un'importante azienda statunitense nel settore aerospaziale, automobilistico e tecnologico durante la maggior parte del '900.

## Storia
La Rockwell International fu l'ultima incarnazione di una serie di società sotto la sfera di influenza di Willard Rockwell, che fece fortuna dopo il fortunato lancio sul mercato di un nuovo sistema portante per assi di autoveicoli nel 1919.
I primi componenti della società finale furono la Rockwell Spring e la Axle Company (esse stesse nate dalla fusione di diverse compagnie di dispositivi automobilistici), che formarono la Rockwell-Standard, poi fusa con la North American Aviation per formare la North American Rockwell nel 1967. Avvenne poi la fusione con la Miehle-Goss-Dexter, il più grande produttore di presse da stampa, e la Collins Radio, un importante produttore di avionica. Infine si fuse con la Rockwell Manufactoring, fondata da Willard Rockwell Jr., formando la Rockwell International, nel 1973.
In questo periodo le varie compagnie possono annoverare una gran serie di record. La North American fu il produttore del famoso caccia della Seconda guerra mondiale P-51 Mustang e del caccia F-86 Sabre della Guerra di Corea, così come del Modulo di Comando e Servizio delle missioni Apollo, nonché lo straordinario -quanto sfortunato- bombardiere da Mach 3 XB-70. Dopo la fusione con la Rockwell si continuò a produrre il bombardiere B-1 Lancer, lo Space Shuttle (progettato quando la North American era ancora indipendente), e la maggior parte dei satelliti GPS Navstar.
La Rocketdyne fu assorbita nel 1984 e da questo momento produsse la maggior parte dei motori per razzi degli Stati Uniti. La Rockwell incominciò a produrre anche l'aereo precedentemente noto come Aero Commander, introducendo in seguito un suo nuovo progetto con il Rockwell commander 112 e 114.
La North American sviluppò un computer basato sul chip MOSFET utilizzato dai propri ingegneri. Nel 1967 la Rockwell stabilì un proprio impianto per produrli, iniziando quella che sarebbe stata la Rockwell Semiconductor nota per la produzione su licenza della MOS Technology del microprocessore 6502. Uno dei maggiori successi arrivò all'inizio degli anni novanta quando introdussero il primo chipset economico per modem 14,4 kbit/s, che fu utilizzato in un grandissimo numero di modem.
La Collins Radios equipaggiava l'80% delle compagnie aeree occidentali. Produsse le radio usate per comunicare con l'Apollo durante le missioni lunari e la rete radio ad alta frequenza utilizzata per permettere comunicazioni in tutto il mondo con gli aerei militari statunitensi.
La Rockwell progettò e costruì il terzo stadio del missile balistico intercontinentale LGM-30 Minuteman, e il suo sistema di guida inerziale. Produsse anche i sistemi di guida per i missili balistici imbarcati sui sottomarini.
La Rockwell manufacturing costruì la maggior parte degli assi per camion pesanti degli Stati Uniti.
Un notevole successo commerciale della sezione semiconduttori fu la versione CMOS ed accelerata fino a 4 MHz del microprocessore 6502 a cui fu affiancata la piastra AIM 65
Con la morte di Willard Rockwell nel 1978 e le dimissioni di Willard Rockwell Jr. nel 1979, per la compagnia iniziò una lunga serie di scorpori. Fu costretta a vendere la maggior parte del settore difesa e tutto il settore aerospaziale alla Boeing Integrated Defense Systems, compresa la Rocketdyne nel dicembre del 1996. La compagnia iniziò a scorporare la sua produzione di semiconduttori, con il nome di Conexant, poi anche il settore automobilistico come Meritor, che poi si fuse con la Arvin Industries andando a formare la Arvin Meritor.
Nel 2001 il rimanente della società si divise infine in due: la Rockwell Collins e la Rockwell Automation. La Rockwell International cessò così di esistere.